# Eveliina Summanen
Eveliina Summanen, född 29 maj 1998, är en finländsk fotbollsspelare som representerar Tottenham Hotspur och det finländska landslaget. Hon har tidigare spelat för HJK Helsingfors, KIF Örebro och Kristianstads DFF.